# Steve Bezuidenhout
Steve Bezuidenhout, né le 3 juin 1957 à Keetmanshoop, dans la région de Karas, est un homme politique namibien. 
Bezuidenhoudt est le président par intérim du Rassemblement pour la démocratie et le progrès (RDP). Il a rejoint la SWAPO en 1989 et était actif jusqu'à son départ pour aider à former le RDP. Il a été élu à l'Assemblée nationale de Namibie en tant que candidat du RDP aux élections générales de 2009.
En septembre 2010, Bezuidenhout et huit autres hommes politiques de l'opposition ont été assermentés à l'Assemblée nationale après un boycott de six mois en raison d'irrégularités électorales lors des élections de 2009.